# (4446) Carolyn
(4446) Carolyn (1985 TT) – planetoida z pasa głównego asteroid okrążająca Słońce w ciągu 7,95 lat w średniej odległości 3,98 j.a. Odkryta 15 października 1985 roku.